# Lepturonota inconspicua
Lepturonota inconspicua är en skalbaggsart som först beskrevs av Xavier Montrouzier 1861.  Lepturonota inconspicua ingår i släktet Lepturonota och familjen långhorningar. Inga underarter finns listade i Catalogue of Life.